# 노리마쓰 루카
노리마쓰 루카(일본어: 乗松 瑠華, 1996년 1월 30일 ~ )는 일본의 여자 축구 선수이다.

## 국가대표팀 경력
2012년 FIFA U-17 여자 월드컵에 출전했다.
그녀는 2014년 5월 8일 뉴질랜드과의 경기에서 일본 국가대표팀에 데뷔했다. 2014년 AFC 여자 아시안컵 우승에 기여했다.
2016년 FIFA U-20 여자 월드컵에도 출전, 3위.
2022년 AFC 여자 아시안컵, 2022년 EAFF E-1 풋볼 챔피언십에도 출전했다. 그녀는 2023년까지 국제 A매치 통산 10경기에 출전했다.

## 통계
| 일본 | 일본 | 일본 |
| 연도 | 출전 | 득점 |
| ---- | ---- | ---- |
| 2014 | 2    | 0    |
| 2015 | 0    | 0    |
| 2016 | 0    | 0    |
| 2017 | 0    | 0    |
| 2018 | 0    | 0    |
| 2019 | 0    | 0    |
| 2020 | 0    | 0    |
| 2021 | 1    | 0    |
| 2022 | 6    | 0    |
| 2023 | 1    | 0    |
| 통산 | 10   | 0    |